# 任軒永
任軒永（イム・ホニョン、1941年1月15日 - ）は、韓国の学者。中央大学校国語国文科教授。民族問題研究所所長。慶尚北道義城郡生まれ。本貫は豊川任氏。
親日派の追及に傘下団体・親日人名辞典編纂委員会とともに取り組んでいる。また、盧武鉉大統領時代には、「親日人名辞典編纂のための寄付金品募集許可計画案」が閣議決定されるなどロビー活動を積極的に行っている。